# Петър Христов (Горно Неволяни)
Вижте пояснителната страница за други личности с името Петър Христов.
Петър Христов Стойнинчев, известен като Пеце Христов или Петре Неволянчето, е български революционер, лерински войвода на Вътрешната македоно-одринска революционна организация.

## Биография
Христов е роден в леринското село Горно Неволяни, тогава в Османската империя, днес Скопия, Гърция. Баща му Христо заедно с поп Тодор са ръководител на неволянския революционен комитет. През юни 1905 година убива турчина Джемал Абдулов и става нелегален четник на ВМОРО. От 1907 година е помощник войвода Дзоле Стойчев в Нередския център с 8 души четници.